# بخش پن (شهرستان پارک، ایندیانا)
بخش پن (به انگلیسی: Penn Township) یک منطقهٔ مسکونی در ایالات متحده آمریکا است که در شهرستان پارک، ایندیانا واقع شده‌است. بخش پن ۸۱۰ نفر جمعیت دارد و ۱۹۳ متر بالاتر از سطح دریا واقع شده‌است.